# Chuck Mosley
Chuck Mosley, all'anagrafe Charles Henry Mosley (Hollywood, 26 dicembre 1959 – Hollywood, 9 novembre 2017), è stato un cantante statunitense.
È noto per essere stato la voce dei Faith No More dal 1984 al 1988.

## Biografia
Nel 1977 incontrò Bill Gould, al quale si unì come tastierista nel gruppo The Animated, nel 1979, e nel 1984 si unì al gruppo post-punk di San Francisco, Haircuts That Kill, fino alla sua entrata nei Faith No More. Rimase col gruppo fino al 1988, anno in cui venne sostituito da Mike Patton. Successivamente si unì ai Bad Brains per una sessantina di concerti tra USA e Europa, fino al gennaio 1992. Nello stesso anno formò i Cement, coi quali registrò due album ed intraprese un tour in USA e Europa. Durante il tour, il gruppo subì un incidente stradale che costrinse Mosley ad un anno di convalescenza ed alla conseguente cancellazione del tour. Nel 1996 si trasferì a Cleveland, in Ohio, e passò gli anni scrivendo nuovo materiale e crescendo le sue due figlie: Sophie ed Erica. Nel 2009 pubblicò un album da solista, Will Rap Over Hard Rock For Food, nel quale suonano ospiti come Jonathan Davis dei Korn, John 5 (Marilyn Manson, Rob Zombie), e Michael Cartellone (Lynyrd Skynyrd). Nel 2010 sale sul palco insieme ai Faith No More per cantare alcune canzoni dei primi due dischi, mentre nel 2016 si riunisce nuovamente alla band per una serie di concerti.
Viene trovato morto l'8 novembre 2017 a causa di overdose da eroina.

## Discografia

### Con i Faith No More
- 1985 – We Care a Lot
- 1987 – Introduce Yourself

### Con i Cement
- 1993 – Cement
- 1994 – Man with the Action Hair

### Solista
- 2009 – Will Rap Over Hard Rock For Food
- 2016 – Demos for Sale